# Herb gminy Starcza
Herb gminy Starcza – jeden z symboli gminy Starcza, zaprojektowany przez Kamila Wójcikowskiego i Roberta Fidurę według koncepcji wójta gminy Wiesława Szymczyka, ustanowiony 20 marca 2023.

## Wygląd i symbolika
Herb przedstawia na tarczy koloru błękitnego złoty wykarczowany pniaczek z pięcioma korzeniami oraz dwiema gałęziami po bokach, każda z czterema liśćmi. Nad nim umieszczono złotą dymarkę z rozpalonym ogniem. Barwy nawiązują do położenia gminy w województwie śląskim, pień do pochodzenia etymologicznego nazwy gminy, korzenie do pięciu sołectw, pnące się w górę gałęzie z liśćmi przypominają o wysokich aspiracjach mieszkańców, natomiast piec symbolizuje tradycję gminy, związaną z wydobyciem i przetwórstwem rudy żelaza.